# Scotiomyia melanura
Scotiomyia melanura är en tvåvingeart som beskrevs av Henk J.G. Meuffels och Patrick Grootaert 1997. Scotiomyia melanura ingår i släktet Scotiomyia och familjen styltflugor. Inga underarter finns listade i Catalogue of Life.